# Stephen Kovacevich

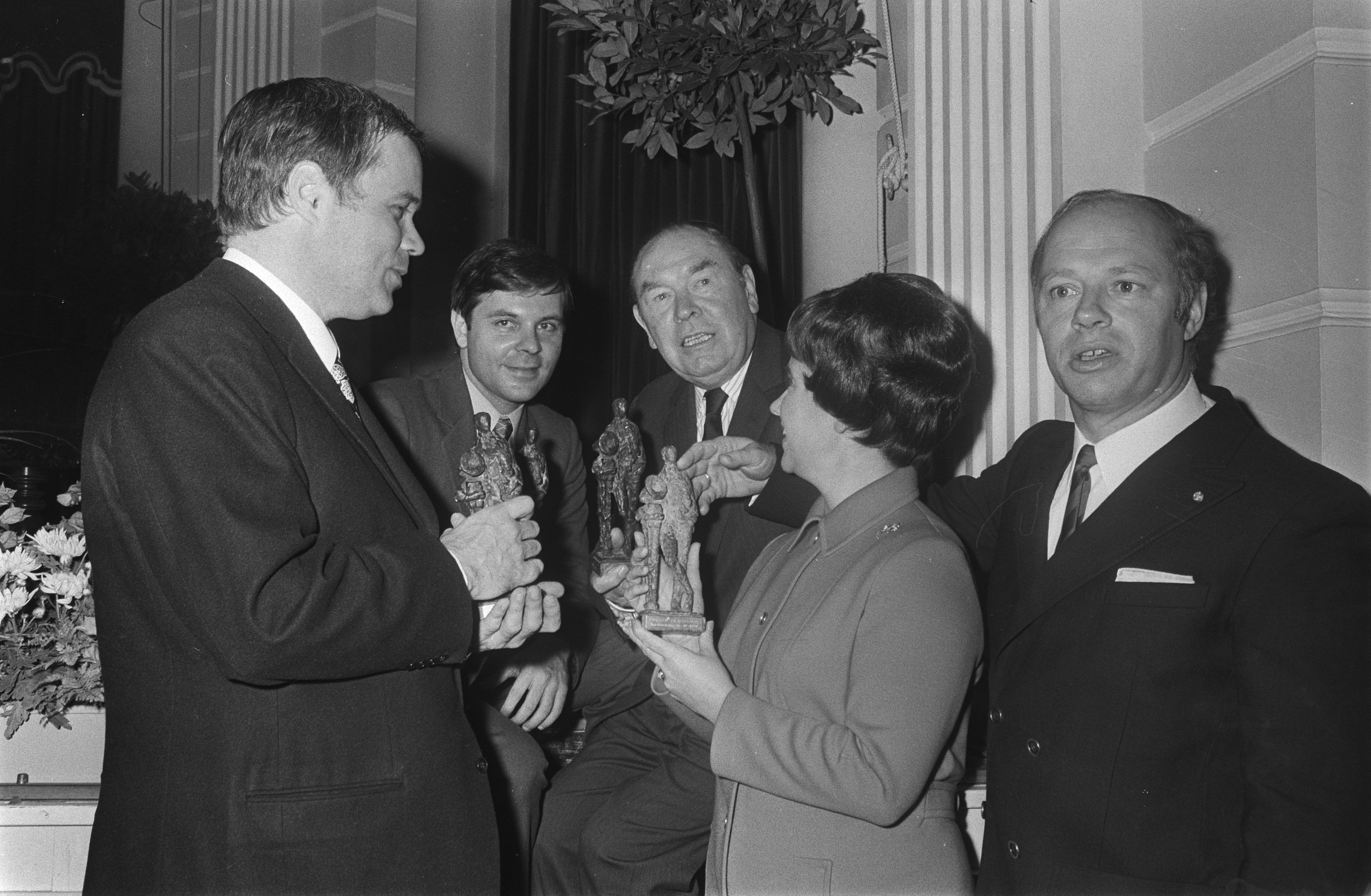
Dietrich Fischer-Dieskau, Stephen Kovacevich, Gerald Moore, Elly Ameling und Bernard Haitink (1970)

Stephen Kovacevich (* 17. Oktober 1940 in San Pedro (Los Angeles); früherer Name Stephen Bishop) ist ein US-amerikanischer Pianist und Dirigent.

## Leben
Stephen Kovacevich stammt aus einer kroatischen Einwandererfamilie. Er erhielt seinen ersten Klavierunterricht von Lev Schorr. Als Elfjähriger debütierte er in seiner Geburtsstadt. Als seine Mutter das zweite Mal heiratete, nahm er deren neuen Nachnamen Bishop an. Später nannte er sich zunächst Bishop-Kovacevich, am Ende nur noch Kovacevich. Er ging 1959 nach London und studierte bei Myra Hess. Seinen ersten großen Klavierabend mit den Diabelli-Variationen gab er 1961 in der Wigmore Hall. Dieses begeistert aufgenommene Konzert legte den Grundstein für seine weitere Karriere. 1962 wurde er in London mit dem Mozart-Preis ausgezeichnet. 1964 spielte er mit der Cellistin Jacqueline du Pré, die 1967 Daniel Barenboim heiratete. Später ging er eine persönliche Beziehung mit ihr ein. Im März 1967 debütierte er in der Town Hall in New York City mit Werken von Johann Sebastian Bach, Franz Schubert und Ludwig van Beethoven. In der Saison 1969/70 spielte er mit dem Geraint Jones Orchestra sämtliche Klavierkonzerte Mozarts.
1968 spielte er die Uraufführung des Klavierkonzerts von Richard Rodney Bennett. Die Aufnahme von Béla Bartóks zweitem Klavierkonzert wurde 1970 mit dem Edison Award ausgezeichnet.
1974 heiratete er die Pianistin Martha Argerich. Der Ehe entstammt die Tochter Stéphanie Argerich (* 1975), die ihre Eltern in dem 2012 veröffentlichten Dokumentarfilm Argerich – Bloody Daughter porträtierte. Er begann 1984 eine zweite Karriere als Dirigent und wurde 1990 künstlerischer Leiter und Chefdirigent des Irish Chamber Orchestra.

## Repertoire und Rezeption
Stephen Kovacevich fühlt sich als Interpret vor allem Ludwig van Beethoven verbunden. Aufnahmen der Diabelli-Variationen sowie der Klaviersonaten und Konzerte führten zu internationaler Anerkennung. In den 1990er-Jahren schloss er einen Exklusivvertrag mit EMI Classics, für die er eine Gesamtaufnahme der Beethovensonaten einspielte, die 2017 von Warner Classics erneut zugänglich gemacht wurde. Die Interpretationen zeichnen sich durch Texttreue und Natürlichkeit, Ernst und Tiefe aus und verzichten auf extravagante Freiheiten. Sein Beethoven ist kantabel, kraftvoll und klar artikuliert, wenn auch nicht bis in die letzten Einzelheiten ausdifferenziert. Ein Vergleich der früheren mit der späteren Aufnahme der Pathétique offenbart zwar keine grundlegend neue Sicht, aber Veränderungen in vielen Details. Der dramatische Kontrast zwischen der pathetischen Einleitung Grave und dem wilden Allegro di molte e con brio ist eingeebnet, und das Finale scheint nicht mehr so lebhaft und natürlich wie 1971. Das etwas höhere Tempo im kantablen zweiten Satz kommt der Aufnahme indes zugute.
Joachim Kaiser lobte in den 1970er-Jahren den Ernst und die Artikulationsfähigkeit ebenso wie die stille Ausdruckskraft und das große Legato, Fähigkeiten, die Kovacevich zu einem gewichtigen Beethoven-Interpreten machen würden. In besonderen Momenten verbinde Kovacevich Solomons Größe mit Klemperers gewaltiger Natürlichkeit. Kaiser bewundert die Konzentrationsfähigkeit, mit der Kovacevich die großen Diabelli-Variationen gliedert und bewältigt, und hält die davon entstandene Fernsehaufnahme für ein visuell-akustisches Wunder. Manchmal mangele es ihm allerdings an Freiheit, und im Gegensatz zu Daniel Barenboim wirke er etwas schwerfällig und schwermütig. So spiele er im Finale der A-Dur-Cellosonate op. 69 oder im zweiten Satz der Klaviersonate op. 101 über die Schumann antizipierende Brillanz hinweg, wenn auch die Glut, mit der er die unendliche Melodie des ersten Satzes vorträgt, aufhorchen lasse.
Weitere Komponisten, deren Werke er eingespielt hat, sind Mozart, Schubert, Schumann, Chopin und Brahms. Die Aufnahmen der beiden Brahms-Konzerte wurden sehr gelobt und die Einspielung des ersten Konzerts unter Wolfgang Sawallisch 1993 mit dem Gramophone Award ausgezeichnet. Die zweite Aufnahme des zweiten Konzerts wurde mit größerem Raumanteil aufgezeichnet, was dazu führte, dass die sinfonischen Dimensionen des gewaltigen Werks genauer hervortraten und das Klavier mit dem Orchester klanglich besser verschmelzen konnte. Im Vergleich zur früheren Aufnahme spielte Kovacevich nobler und zurückhaltender. Der pianistische Zugriff in der ersten Aufnahme wirkte direkter.
Kovacevich widmet sich auch der Kammermusik. Bereits in den 1960er-Jahren musizierte er – noch unter dem Namen Stephen Bishop – mit der Cellistin Jacqueline du Pré. Mit ihr nahm er Beethovens Cellosonaten Nr. 3 und 5 auf; später spielte er vierhändig mit Martha Argerich. Weitere Kammermusikpartner sind die Cellisten Truls Mørk und Lynn Harrell sowie der Flötist Emmanuel Pahud.
Ein weiterer Interessenschwerpunkt Stephen Kovacevichs ist die Neue Musik von Béla Bartók, Alban Berg und Igor Strawinsky. Colin Davis, der die Karriere des Pianisten förderte, überzeugte ihn, Bartóks zweites Klavierkonzert zu studieren. Kovacevich schilderte die Mühen beim Studium dieses Konzerts. Niemals zuvor habe er etwas derart Schweres studiert, und technisch habe er in den Monaten des Einstudierens den „letzten Schliff“ erhalten. Später erarbeitete er sich auch noch das erste und das dritte Klavierkonzert Bartóks. Er spielte die Konzerte mit Farbenpracht und rhythmischer Flexibilität. Das ihm gewidmete erste Klavierkonzert Richard Rodney Bennetts spielte Kovacevich für die Schallplatte ein. Das Klavierkonzert von Michael Tippett interpretierte er ebenfalls.
Kovacevich gilt als flexibler Pianist, der die Melodien Chopins ebenso gestalten kann wie die perkussiven Partien in Strawinskis Konzert für Klavier und Holzbläser.

## Dokumentarfilm
- 2012: Argerich – Bloody Daughter